# Phare de Minsener Oog Buhne A
Le phare de Minsener Oog Buhne A (en allemand : Leuchtturm Minsener Oog Buhne A) est un phare désactivé sur l'îlot de Minsener Oog (Arrondissement de Frise - Basse-Saxe), en Allemagne. Il fonctionnait conjointement avec le phare de Minsener Oog Buhne C et était géré par la WSV de Wilhelmshaven .

## Histoire

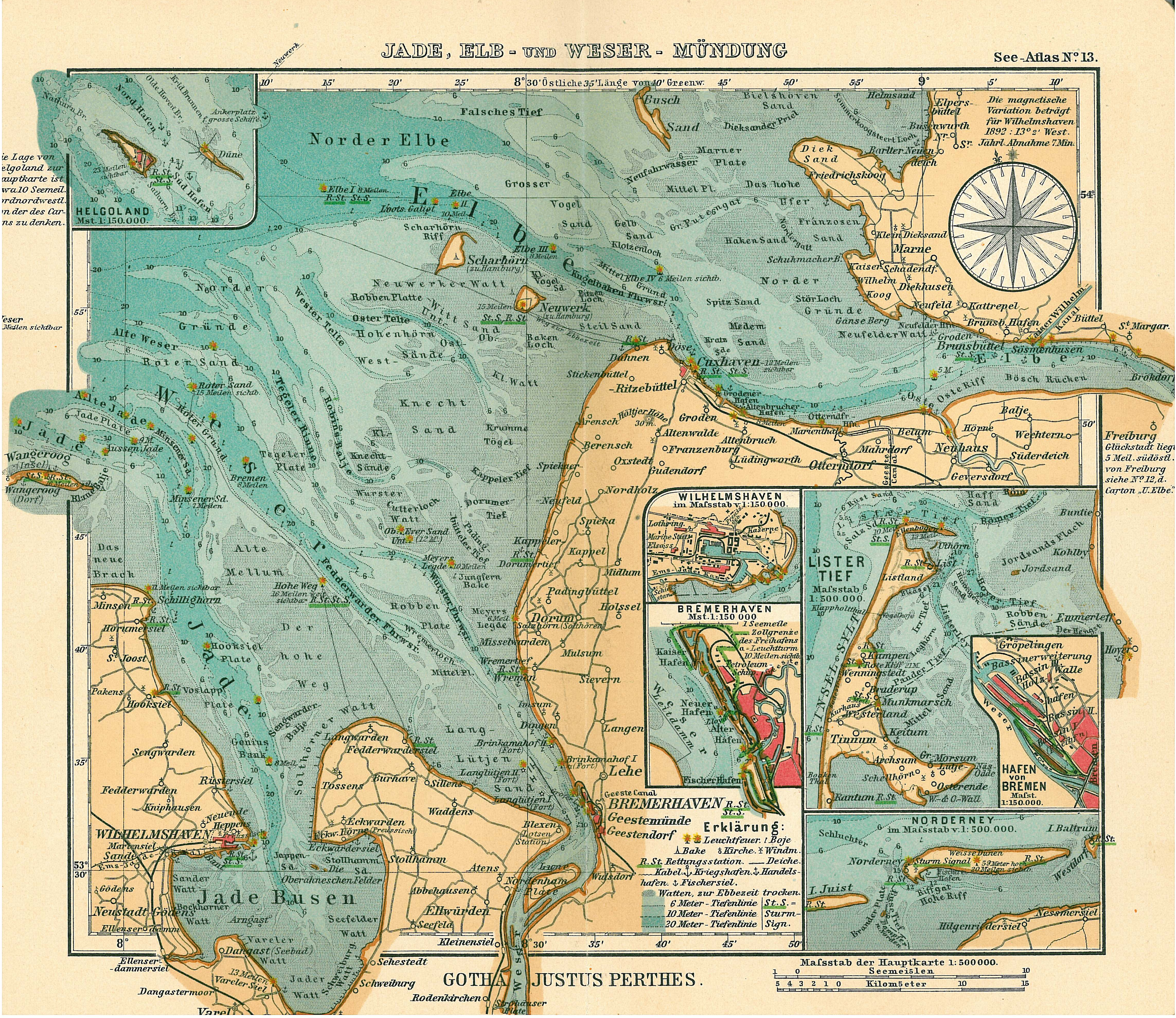
Bie de Jade

Le phare de Minsener Oog Buhne C a été mis en service en 1939 sur un brise-lames de l'îlot de Minsener Oog à 2 km au sud-est de l'île de Wangerooge et à 4 km du continent. Les deux îlots se sont formés à partir de blancs de sable du chenal menant en baie de Jade. Le phare est situé en fin d'un brise-lames d'environ 3 km de long à l'est de Wangerooge.
Il a été désactivé en octobre 1998. Le phare, sapé par la mer, à une inclinaison croissante qui mènera à son effondrement.

## Description
Le phare  est une tour carrée en maçonnerie de 17 m de haut, avec terrasse et lanterne, montée sur une base carrée plus large. La tour est non peinte et la lanterne est rouge. Son feu fixe émettait, à une hauteur focale de 17 m, un éclat (blanc, rouge et vert) selon diverses directions.
Sa portée  était de 13 milles nautiques (environ 24 km) pour le feu blanc, et 10 milles nautiques (environ 19 km) pour le feu rouge et 9 milles nautiques (environ 17 km) pour le feu vert.
Identifiant : ARLHS : FED-154 - Amirauté : B1124 - NGA : ..... .
|                             |
| Les îles de Frise orientale |

|                         |
| Le phare (vue aérienne) |

|          |
| Le phare |

### Lien connexe
- Liste des phares en Allemagne